# Chiesa Mariano Spasmo

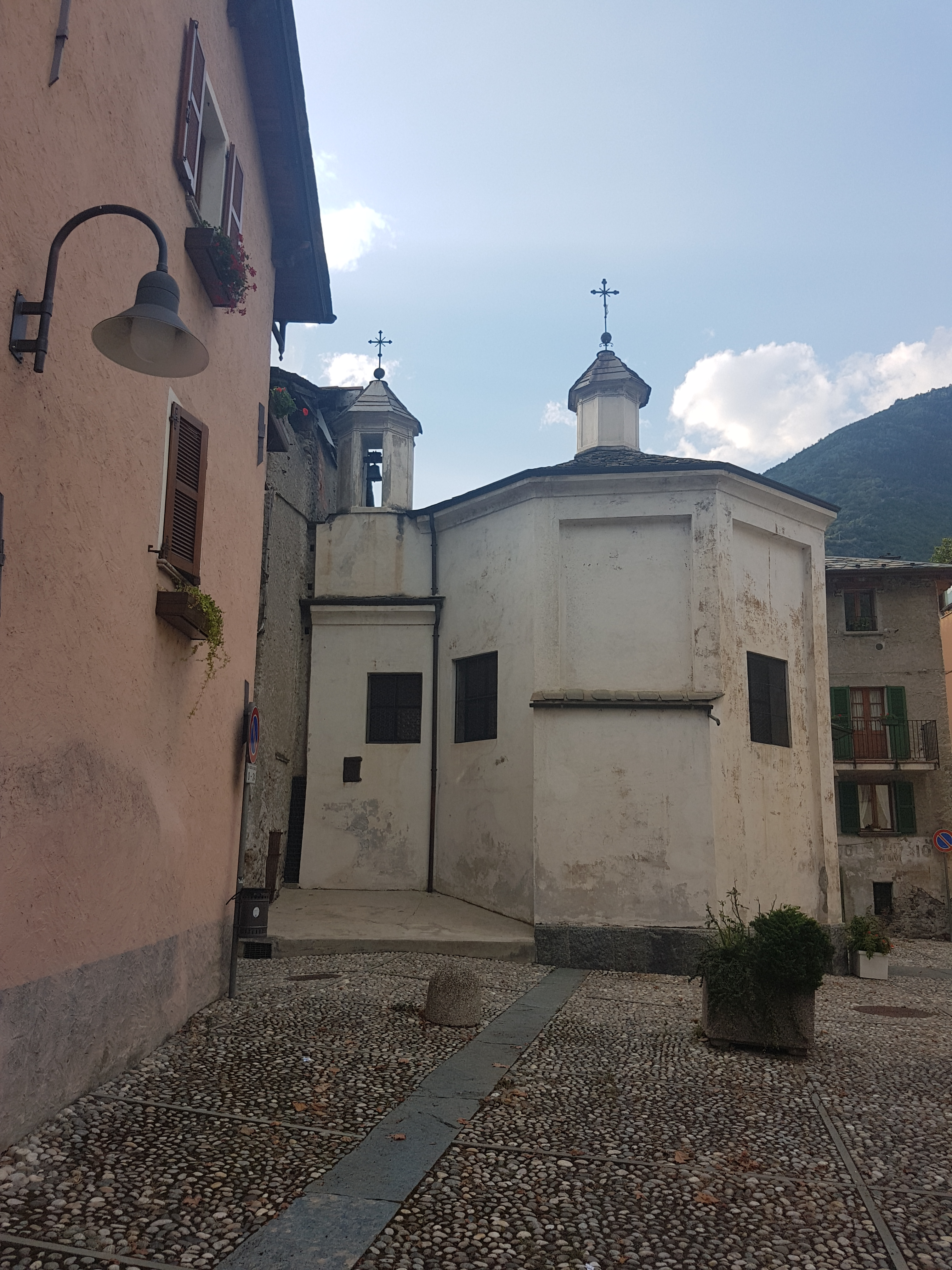
Kirche mit Apsis hinten angebaut

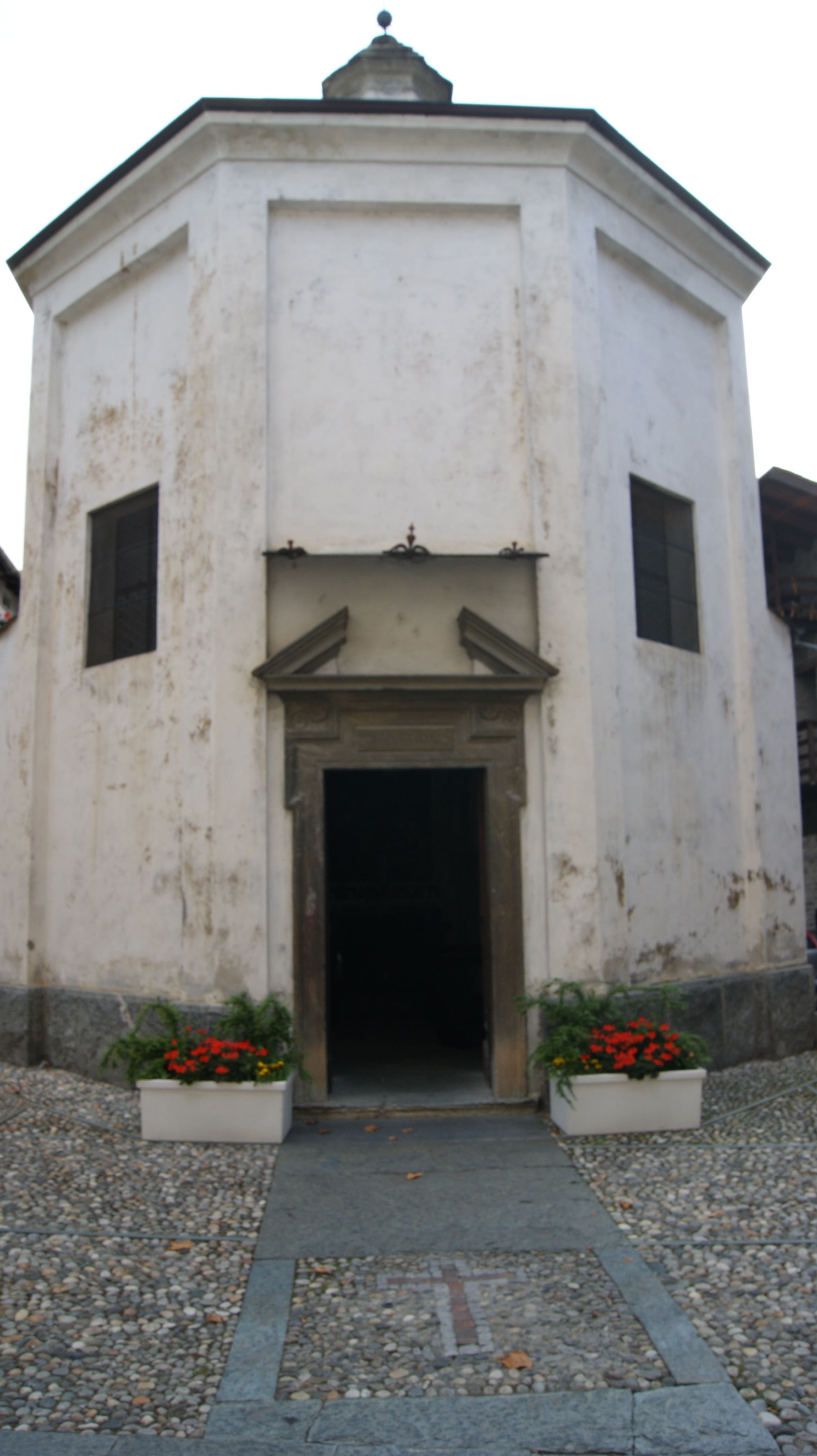
Eingangsbereich

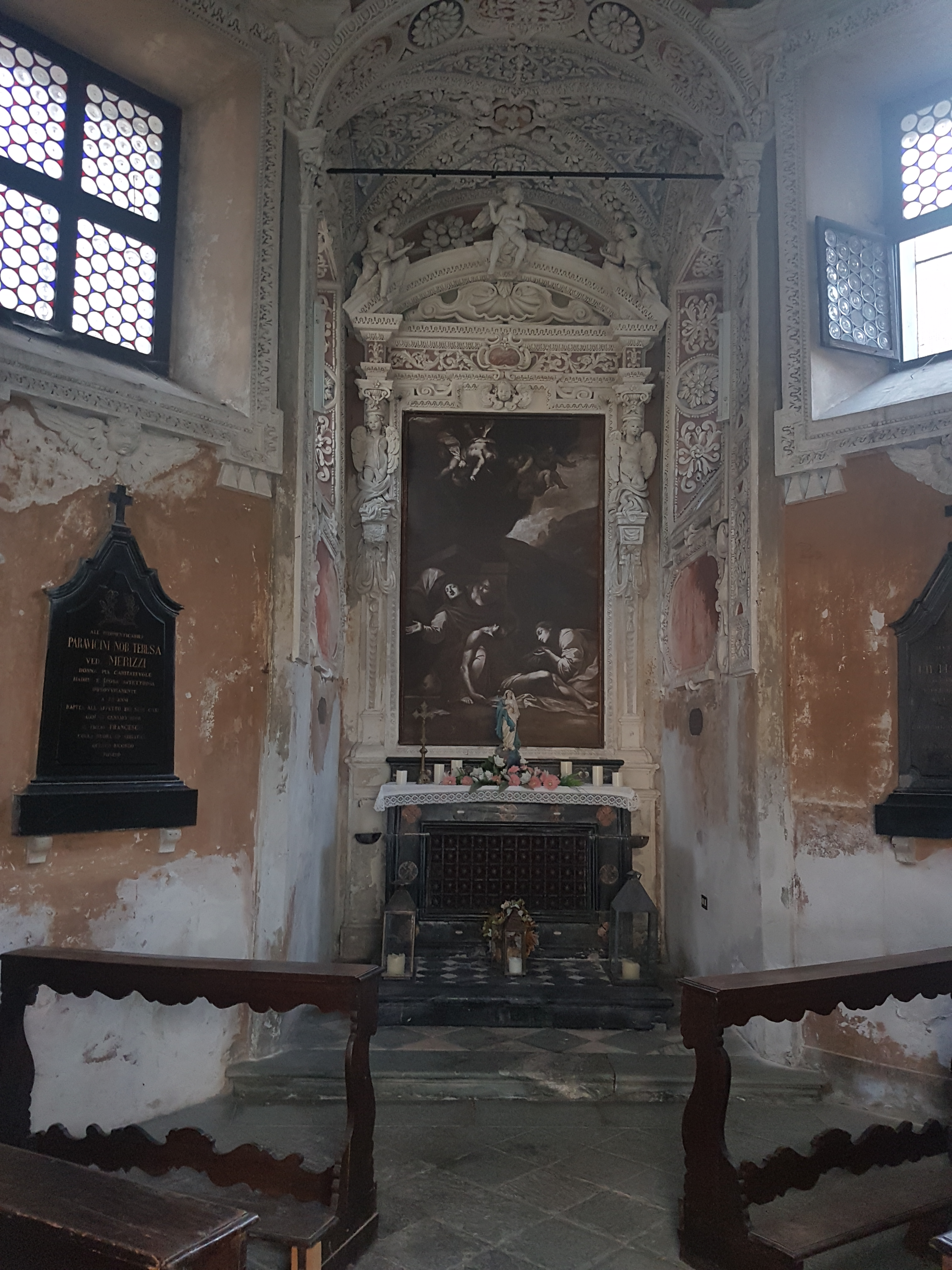
Altar und Apsis

Chiesa Mariano Spasmo  (dt.: Kirche Maria Schmerz/Leiden, auch ital.: Madonna Adolorata) ist eine römisch-katholische Kirche im Ortszentrum von Tirano in der italienischen Provinz Sondrio, Region Lombardei. Die Kirche gehört zur Kirchenregion Lombardei, dem Bistum Como, und ist der Muttergottes (Schmerzen/Leiden Mariens) gewidmet (siehe auch Inschrift auf dem Eingangsportal).
Die Kirche Mariano Spasmo steht am Rand der Piazza Parravicini in der Nähe des Palazzo Parravicini auf etwa 448 m. ü. M. nicht weit von der Adda (90 m). Zur Altstadt (Stadtpfarrkirche San Martino) sind es rund 150 m und zur Basilika Madonna di Tirano rund 1,3 km Luftlinie.
Bereits zuvor bestand hier ein Oratorium, das der Jungfrau Maria gewidmet war und vom Bischof von Como, Feliciano Ninguarda, 1589 erwähnt wurde. 1664 wurde das Oratorium zur Kapelle des Palazzo Parravicini umgebaut.
Das tempelartige Gebäude hat eine regelmäßige achteckige Grundstruktur (ähnlich der Kirche San Rocco) in der Nähe der Basilika Madonna di Tirano. An der südwestlichen Seite ist eine kleine Apsis, auf der ein Glockendachreiter steht, angebaut. An vier der acht Seiten befinden sich Fenster mit Butzenscheiben sowie in der mit Verzierungen und Putten reichgeschmückten Apsis zwei.
Der Innenraum ist teilweise in einem desolaten Zustand, die früheren Fresken/Malereien bzw. Verzierungen und Bilder, insbesondere im Kuppelgewölbe im Bereich des achteckigen Gebäudeteils, schwer bzw. teilweise nicht mehr erkennbar. Die Apsis ist weitaus besser erhalten und restauriert.
In der Kirche befinden sich Erinnerungstafeln an die Familie Merizzi bzw. Parravicini (auch: Paravicini oder Paravvicini), die hier ansässig war. Giacomo Merizzi, 15. August 1834 – 22. März 1916, war z. B. Titularerzbischof von Mocissus und Ancyra und Bischof von Vigevano und stiftete um 1910 die Kirche Sacro Cuore in Tirano auf der gegenüberliegenden Seite der Adda (nordöstlich, etwa 120 m Luftlinie entfernt). Nach dem Tod von Teresa Parravicini ging das Eigentum an der Kirche an die heutigen Eigentümer, die Familie Merizzi, über.